# Willeke van Ammelrooy

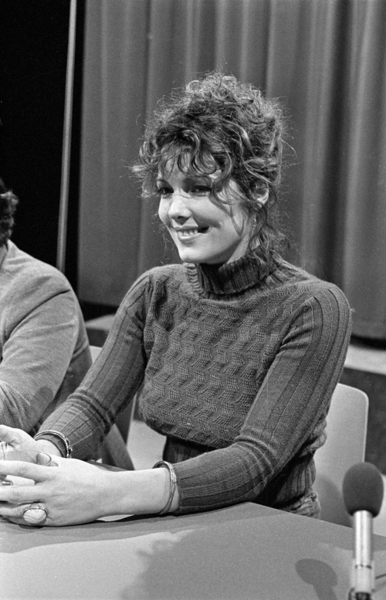
Willeke van Ammelrooy

Willeke van Ammelrooy (* 5. April 1944 in Amsterdam; eigentlich Willy Geertje van Ammelrooij) ist eine niederländische Schauspielerin.

## Leben und Leistungen
Willeke van Ammelrooy begann ihre Karriere am Theater und arbeitete mit den drei größten niederländischen Ensembles. Als Filmschauspielerin debütierte sie 1966 in dem Kurzfilm Rotterdam-Europoort  von Joris Ivens. Im Film Mira (1971) übernahm sie bereits die Hauptrolle. Im Thriller Ein Mann geht aufs Ganze (1972) spielte sie an der Seite von Telly Savalas. In Cancer Rising  (1975) und im Thriller Outsider in Amsterdam (1979) war sie neben Rutger Hauer zu sehen. Während sie schnell zum beliebtesten weiblichen Star des niederländischen und belgischen Films aufstieg, blieb sie in der Bundesrepublik Deutschland, wo nur wenige ihrer Filme in die Kinos kamen, fast unbekannt.
In der mit dem Oscar als Bester fremdsprachiger Film prämierten Komödie Antonias Welt (1995) übernahm van Ammelrooy die Hauptrolle der Antonia. Sie gewann für ihre Darstellung im Jahr 1995 einen Preis des Nederlands Film Festival. Die gleiche Auszeichnung erhielt sie für ihre Rolle in dem Film Lijmen aus dem Jahr 2000. Im Jahr 2001 erhielt sie den Preis Grolsch Film Boulevard des Nederlands Film Festival. Im Filmdrama Das Haus am See (2006) spielte sie die Rolle der Mutter von Kate Forster, die Sandra Bullock verkörperte.
Van Ammelrooy ist mit dem Sänger Marco Bakker verheiratet.

## Filmografie (Auswahl)
- 1971: Mira
- 1972: Ein Mann geht aufs Ganze (L'Assassino… è al telefono)
- 1974: Die fröhlichen Holzfäller der nickenden Fichten (Le Journal érotique d'un bûcheron)
- 1974: Dakota (Dakota)
- 1974: L’arrière-train sifflera trois fois
- 1974: Règlements de femmes à OQ Corral
- 1975: My Nights with Susan, Sandra, Olga & Julie (Mijn Nachten met Susan, Olga, Albert, Julie, Piet & Sandra)
- 1978: Paradise Lost (Het verloren paradijs)
- 1979: Outsider in Amsterdam (Grijpstra & De Gier)
- 1981: Der Flug der Regenvögel (Een vlucht regenwulpen)
- 1983: Fahrstuhl des Grauens (De Lift)
- 1984: Ciske, die Ratte (Ciske de Rat)
- 1985: André schafft sie alle
- 1995: Antonias Welt (Antonia)
- 2000: Lijmen (Het been)
- 2000: Mariken (auch Drehbuch)
- 2006: Das Haus am See (The Lake House)
- 2008: Bride Flight
- 2012: Beatrix, Oranje onder vuur (Fernsehminiserie)
- 2013: Loving Ibiza – Die größte Party meines Lebens